# Музей шоколада (Брюгге)
Музей шоколада (Брюгге) (нидерл. Chocolademuseum in Brugge) — музей в Брюгге, который рассказывает об истории превращения какао-бобов в шоколад. Музей шоколада является источником исторических, географических и ботанических данных о шоколаде. В музее имеются рецепты для посетителей. В Музее шоколада можно воспользоваться большой библиотекой, содержащей книги о какао, посмотреть процесс создания шоколадных изделий ручной выработки, а также задать вопросы о шоколаде экспертам. Один из отделов рассказывает о пользе шоколада для здоровья.

## Музей шоколада и Музей картофеля фри
С 1 мая 2011 года Музей шоколада в Брюгге сотрудничает с Музеем картофеля фри, поскольку шоколад и картофель фри считаются типичными национальными блюдами Бельгии.